# غاريث جونز (موزع)
غاريث جونز (بالإنجليزية: Gareth Jones)‏ هو موزع بريطاني، ولد في 1960.

## وصلات خارجية
- غاريث جونز على موقع ميوزك برينز (الإنجليزية)